# Soldier On
Soldier On is een single van DI-RECT uitgebracht in het voorjaar van 2020. Het is de opener van hun album Wild Hearts, dat in oktober 2020 verscheen.
Het nummer is een eerbetoon aan iedereen die op durft te vallen in een wereld die door angst wordt gedreven.
De single werd op vrijdag 13 maart 2020 in het programma Aan De Slag! verkozen tot de 287e NPO Radio 2 Top Song van de week en werd een hit. Bij Qmusic werd het nummer uitgeroepen tot Alarmschijf. De plaat bereikte de 3e positie in de Nederlandse Top 40, de 9e positie in de 538 Top 50, de 18e positie in de B2B Single Top 100 en de nummer 1-positie in de 3FM Mega Top 30. In Nederland behaalde de plaat in 2022 dubbelplatina.
In de NPO Radio 2 Top 2000 van 2020 kwam de single op de 12e positie binnen, waarmee het de hoogste binnenkomer van dat jaar was. Hierdoor ontving DI-RECT voor dit nummer de Top 2000 Award.

## Hitnoteringen

### Nederlandse Top 40
| Hitnotering: 04-04-2020 t/m 22-08-2020 | Hitnotering: 04-04-2020 t/m 22-08-2020 | Hitnotering: 04-04-2020 t/m 22-08-2020 | Hitnotering: 04-04-2020 t/m 22-08-2020 | Hitnotering: 04-04-2020 t/m 22-08-2020 | Hitnotering: 04-04-2020 t/m 22-08-2020 | Hitnotering: 04-04-2020 t/m 22-08-2020 | Hitnotering: 04-04-2020 t/m 22-08-2020 | Hitnotering: 04-04-2020 t/m 22-08-2020 | Hitnotering: 04-04-2020 t/m 22-08-2020 | Hitnotering: 04-04-2020 t/m 22-08-2020 | Hitnotering: 04-04-2020 t/m 22-08-2020 | Hitnotering: 04-04-2020 t/m 22-08-2020 | Hitnotering: 04-04-2020 t/m 22-08-2020 | Hitnotering: 04-04-2020 t/m 22-08-2020 | Hitnotering: 04-04-2020 t/m 22-08-2020 | Hitnotering: 04-04-2020 t/m 22-08-2020 | Hitnotering: 04-04-2020 t/m 22-08-2020 | Hitnotering: 04-04-2020 t/m 22-08-2020 | Hitnotering: 04-04-2020 t/m 22-08-2020 | Hitnotering: 04-04-2020 t/m 22-08-2020 | Hitnotering: 04-04-2020 t/m 22-08-2020 | Hitnotering: 04-04-2020 t/m 22-08-2020 |
| Week:                                  | 1                                      | 2                                      | 3                                      | 4                                      | 5                                      | 6                                      | 7                                      | 8                                      | 9                                      | 10                                     | 11                                     | 12                                     | 13                                     | 14                                     | 15                                     | 16                                     | 17                                     | 18                                     | 19                                     | 20                                     | 21                                     |                                        |
| -------------------------------------- | -------------------------------------- | -------------------------------------- | -------------------------------------- | -------------------------------------- | -------------------------------------- | -------------------------------------- | -------------------------------------- | -------------------------------------- | -------------------------------------- | -------------------------------------- | -------------------------------------- | -------------------------------------- | -------------------------------------- | -------------------------------------- | -------------------------------------- | -------------------------------------- | -------------------------------------- | -------------------------------------- | -------------------------------------- | -------------------------------------- | -------------------------------------- | -------------------------------------- |
| Positie:                               | 40                                     | 38                                     | 24                                     | 16                                     | 13                                     | 7                                      | 5                                      | 3                                      | 3                                      | 4                                      | 6                                      | 8                                      | 9                                      | 13                                     | 14                                     | 16                                     | 17                                     | 18                                     | 20                                     | 28                                     | 34                                     | uit                                    |

### NederlandseSingle Top 100
| Hitnotering (week 1 t/m 53): 18-04-2020 t/m 17-04-2021 Hitnotering (week 54 t/m 56): 01-05-2021 t/m 15-05-2021 | Hitnotering (week 1 t/m 53): 18-04-2020 t/m 17-04-2021 Hitnotering (week 54 t/m 56): 01-05-2021 t/m 15-05-2021 | Hitnotering (week 1 t/m 53): 18-04-2020 t/m 17-04-2021 Hitnotering (week 54 t/m 56): 01-05-2021 t/m 15-05-2021 | Hitnotering (week 1 t/m 53): 18-04-2020 t/m 17-04-2021 Hitnotering (week 54 t/m 56): 01-05-2021 t/m 15-05-2021 | Hitnotering (week 1 t/m 53): 18-04-2020 t/m 17-04-2021 Hitnotering (week 54 t/m 56): 01-05-2021 t/m 15-05-2021 | Hitnotering (week 1 t/m 53): 18-04-2020 t/m 17-04-2021 Hitnotering (week 54 t/m 56): 01-05-2021 t/m 15-05-2021 | Hitnotering (week 1 t/m 53): 18-04-2020 t/m 17-04-2021 Hitnotering (week 54 t/m 56): 01-05-2021 t/m 15-05-2021 | Hitnotering (week 1 t/m 53): 18-04-2020 t/m 17-04-2021 Hitnotering (week 54 t/m 56): 01-05-2021 t/m 15-05-2021 | Hitnotering (week 1 t/m 53): 18-04-2020 t/m 17-04-2021 Hitnotering (week 54 t/m 56): 01-05-2021 t/m 15-05-2021 | Hitnotering (week 1 t/m 53): 18-04-2020 t/m 17-04-2021 Hitnotering (week 54 t/m 56): 01-05-2021 t/m 15-05-2021 | Hitnotering (week 1 t/m 53): 18-04-2020 t/m 17-04-2021 Hitnotering (week 54 t/m 56): 01-05-2021 t/m 15-05-2021 | Hitnotering (week 1 t/m 53): 18-04-2020 t/m 17-04-2021 Hitnotering (week 54 t/m 56): 01-05-2021 t/m 15-05-2021 | Hitnotering (week 1 t/m 53): 18-04-2020 t/m 17-04-2021 Hitnotering (week 54 t/m 56): 01-05-2021 t/m 15-05-2021 | Hitnotering (week 1 t/m 53): 18-04-2020 t/m 17-04-2021 Hitnotering (week 54 t/m 56): 01-05-2021 t/m 15-05-2021 | Hitnotering (week 1 t/m 53): 18-04-2020 t/m 17-04-2021 Hitnotering (week 54 t/m 56): 01-05-2021 t/m 15-05-2021 | Hitnotering (week 1 t/m 53): 18-04-2020 t/m 17-04-2021 Hitnotering (week 54 t/m 56): 01-05-2021 t/m 15-05-2021 | Hitnotering (week 1 t/m 53): 18-04-2020 t/m 17-04-2021 Hitnotering (week 54 t/m 56): 01-05-2021 t/m 15-05-2021 | Hitnotering (week 1 t/m 53): 18-04-2020 t/m 17-04-2021 Hitnotering (week 54 t/m 56): 01-05-2021 t/m 15-05-2021 | Hitnotering (week 1 t/m 53): 18-04-2020 t/m 17-04-2021 Hitnotering (week 54 t/m 56): 01-05-2021 t/m 15-05-2021 | Hitnotering (week 1 t/m 53): 18-04-2020 t/m 17-04-2021 Hitnotering (week 54 t/m 56): 01-05-2021 t/m 15-05-2021 | Hitnotering (week 1 t/m 53): 18-04-2020 t/m 17-04-2021 Hitnotering (week 54 t/m 56): 01-05-2021 t/m 15-05-2021 | Hitnotering (week 1 t/m 53): 18-04-2020 t/m 17-04-2021 Hitnotering (week 54 t/m 56): 01-05-2021 t/m 15-05-2021 | Hitnotering (week 1 t/m 53): 18-04-2020 t/m 17-04-2021 Hitnotering (week 54 t/m 56): 01-05-2021 t/m 15-05-2021 | Hitnotering (week 1 t/m 53): 18-04-2020 t/m 17-04-2021 Hitnotering (week 54 t/m 56): 01-05-2021 t/m 15-05-2021 | Hitnotering (week 1 t/m 53): 18-04-2020 t/m 17-04-2021 Hitnotering (week 54 t/m 56): 01-05-2021 t/m 15-05-2021 | Hitnotering (week 1 t/m 53): 18-04-2020 t/m 17-04-2021 Hitnotering (week 54 t/m 56): 01-05-2021 t/m 15-05-2021 | Hitnotering (week 1 t/m 53): 18-04-2020 t/m 17-04-2021 Hitnotering (week 54 t/m 56): 01-05-2021 t/m 15-05-2021 | Hitnotering (week 1 t/m 53): 18-04-2020 t/m 17-04-2021 Hitnotering (week 54 t/m 56): 01-05-2021 t/m 15-05-2021 | Hitnotering (week 1 t/m 53): 18-04-2020 t/m 17-04-2021 Hitnotering (week 54 t/m 56): 01-05-2021 t/m 15-05-2021 | Hitnotering (week 1 t/m 53): 18-04-2020 t/m 17-04-2021 Hitnotering (week 54 t/m 56): 01-05-2021 t/m 15-05-2021 |
| Week: | 1 | 2 | 3 | 4 | 5 | 6 | 7 | 8 | 9 | 10 | 11 | 12 | 13 | 14 | 15 | 16 | 17 | 18 | 19 | 20 | 21 | 22 | 23 | 24 | 25 | 26 | 27 | 28 | 29 |
| --- | --- | --- | --- | --- | --- | --- | --- | --- | --- | --- | --- | --- | --- | --- | --- | --- | --- | --- | --- | --- | --- | --- | --- | --- | --- | --- | --- | --- | --- |
| Positie: | 51 | 46 | 29 | 29 | 26 | 21 | 22 | 21 | 18 | 26 | 29 | 26 | 27 | 32 | 38 | 39 | 51 | 64 | 55 | 60 | 75 | 80 | 77 | 82 | 76 | 69 | 54 | 82 | 75 |
| Week: | 30 | 31 | 32 | 33 | 34 | 35 | 36 | 37 | 38 | 39 | 40 | 41 | 42 | 43 | 44 | 45 | 46 | 47 | 48 | 49 | 50 | 51 | 52 | 53 | | 54 | 55 | 56 | |
| Positie: | 65 | 70 | 73 | 81 | 83 | 81 | 93 | 64 | 87 | 34 | 43 | 48 | 54 | 61 | 53 | 66 | 65 | 68 | 74 | 70 | 75 | 79 | 73 | 92 | uit | 93 | 92 | 94 | uit |

### 3FM Mega Top 30
Hitnotering: 18-04-2020 t/m 12-09-2020. Hoogste notering: #1 (3 weken).

### NPO Radio 2 Top 2000
| Nummer met noteringen in de NPO Radio 2 Top 2000 | '20 | '21 | '22 | '23 | '24 |
| ------------------------------------------------ | --- | --- | --- | --- | --- |
| Soldier On                                       | 12  | 14  | 19  | 18  | 14  |

1. ↑  Een vetgedrukt getal geeft de hoogste notering aan.
2. ↑  2020 was het eerste jaar met een notering voor dit nummer.

### Evergreen Top 1000
| Evergreen Top 1000 | Evergreen Top 1000 | Evergreen Top 1000 | Evergreen Top 1000 | Evergreen Top 1000 | Evergreen Top 1000 | Evergreen Top 1000 | Evergreen Top 1000 | Evergreen Top 1000 | Evergreen Top 1000 | Evergreen Top 1000 | Evergreen Top 1000 | Evergreen Top 1000 | Evergreen Top 1000 | Evergreen Top 1000 | Evergreen Top 1000 | Evergreen Top 1000 |
| Jaar               | 2008               | 2009               | 2010               | 2011               | 2012               | 2013               | 2014               | 2015               | 2016               | 2017               | 2018               | 2019               | 2020               | 2021               | 2022               | 2023               |
| ------------------ | ------------------ | ------------------ | ------------------ | ------------------ | ------------------ | ------------------ | ------------------ | ------------------ | ------------------ | ------------------ | ------------------ | ------------------ | ------------------ | ------------------ | ------------------ | ------------------ |
| Positie            | -                  | -                  | -                  | -                  | -                  | -                  | -                  | -                  | -                  | -                  | -                  | -                  | -                  | -                  | -                  | 204                |